# 刘晓征
刘晓征（1946年—），福建莆田人，马来西亚归侨，中国女子羽毛球运动员。她曾在伊朗德黑兰进行的1974年亚洲运动会羽毛球比赛中获得女子团体金牌。